# Хыдырлы (Агдамский район)
Хыдырлы (азерб. Xıdırlı) — село в Хыдырлинском сельском административно-территориальном округе Агдамского района Азербайджана.

## География
Расположено в 3 км к северо-западу от районного центра — города Агдам, у подножий Карабахского хребта.
Является центром Хыдырлинского сельского административно-территориального округа Агдамского района. В состав этого сельского административно-территориального округа помимо самого села Хыдырлы входят также сёла Чухурмехля и Ахмедавар.

## Этимология
Согласно «Энциклопедическому словарю топонимов Азербайджана», название Хыдырлы является этнотопонимом, а сам населённый пункт возник в результате заселения племени хыдырлы в середине XIX века, проживавшего в Джеватском уезде.

## История

### Период Азербайджанской ССР
На 1977 год село являлось центром Хыдырлинского сельсовета Агдамского района Азербайджанской ССР. Население села занималось виноградарством, зерноводством, животноводством, шелководством и птицеводством. В селе были средняя и восьмилетняя школа, 3 библиотеки, клуб, медицинский пункт, отделение связи.

### Карабахский конфликт
Во время Первой карабахской войны на территории Агдамского района происходили бои.  В 1993 году село было занято армянскими вооружёнными формированиями и попало под контроль непризнанной Нагорно-Карабахской Республики (НКР).
Согласно административно-территориальному делению непризнанной Нагорно-Карабахской Республики, в период между Первой и Второй карабахскими войнами село располагалось на территории Аскеранского района НКР.
Согласно трехстороннему заявлению, подписанному в ночь с 9 по 10 ноября 2020 года, по итогам Второй Карабахской войны 20 ноября 2020 года Агдамский район был возвращен Азербайджану. 18 января 2021 года Министерство обороны Азербайджана распространило видеокадры из села Хыдырлы.

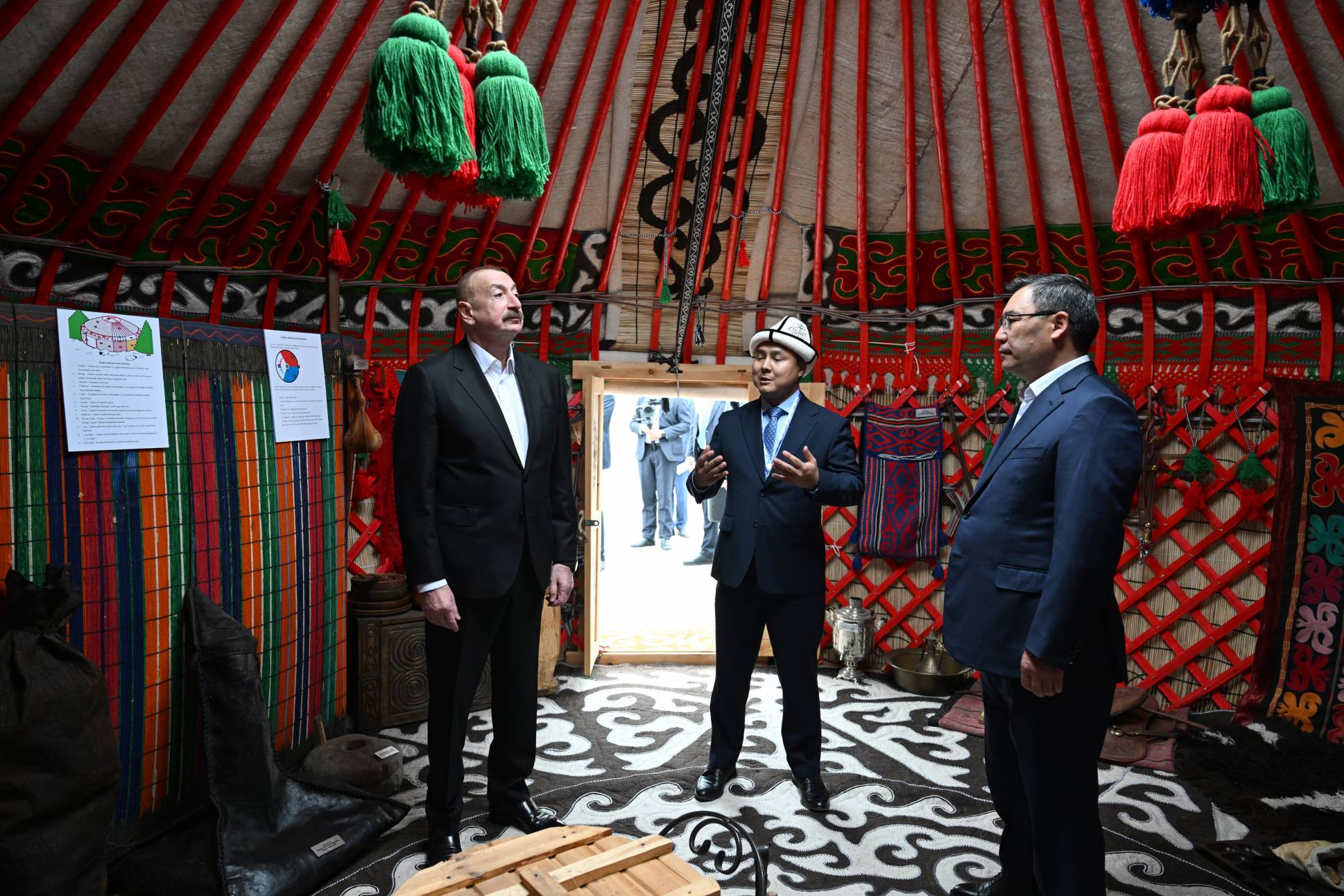
Президент Азербайджана Ильхам Алиев и Президент Кыргызстана Садыр Жапаров в юрте в Хыдырлы Июль 2025

### Восстановление после войны
Восстановление села начато 4 октября 2022 года. 25 апреля 2024 начато строительство средней школы. Фундамент школы был заложен президентом Азербайджана Ильхамом Алиевым и президентом Кыргызстана Садыром Жапаровым.
Проектируемая площадь села — более 417 гектар. Планируется построить 1498 частных домов.
3 июля 2025 года состоялось открытие 1-го этапа села площадью 170,44 гектар. Построено 719 частных домов. Из них 263 — двухкомнатные, 332 — трёхкомнатные, 121 — четырёхкомнатные и 3 — пятикомнатные.

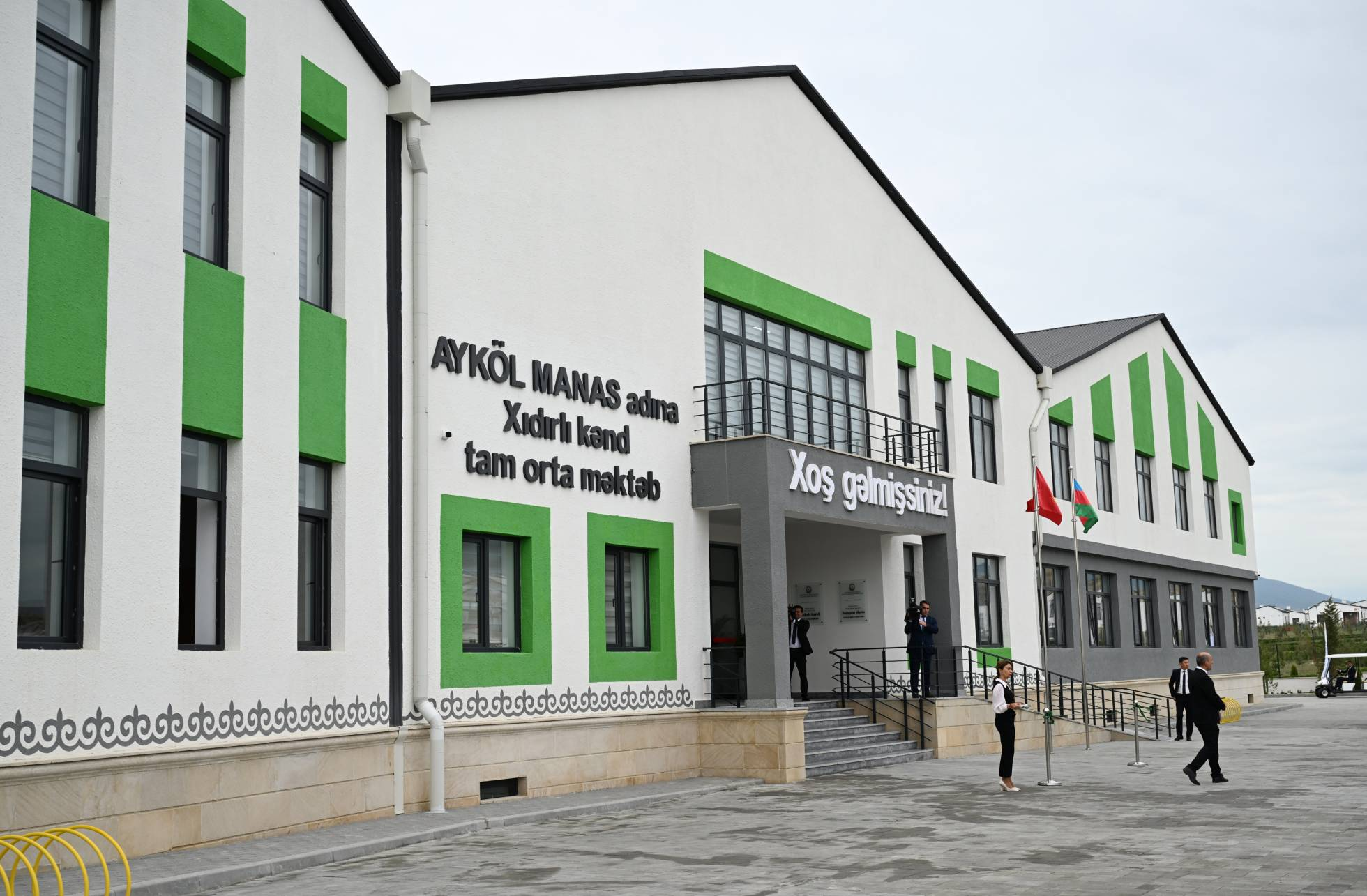
Школа им. Айкёл Манас Июль 2025

Построены административные и служебные здания: в том числе многофункциональное административное здание, клуб-общинный центр, медицинский пункт, отделение скорой медицинской помощи, гостевой дом, объект бытового обслуживания, мастерская, полная средняя школа им. Айкёл Манас на 528 мест, ясли-детский сад на 120 мест.
Строительство школы осуществлено по инициативе Кыргызстана. Школе присвоено название кыргызского эпоса Айкёл Манас.
Во дворе школы установлена юрта. Юрта сама по себе предназначена для кочевого образа жизни, и в настоящее время юрточный туризм развивается тюркскими народами в Центральной Азии как туристическое направление.
Действует клуб с актовым залом на 190 мест, комнатами для кружков.
Около 20 % территории занимают зелёные насаждения.
Первый этап села был открыт совместно президентом Азербайджана Ильхамом Алиевым и президентом Кыргызстана Садыром Жапаровым.

## Население
В советский период на 1986 год население села составляло 2478 человек.
По состоянию на 3 июля 2025 года в построенные дома были уже вновь заселены жители.
25 июля 2025 года в село переселились 60 семей из 232 человек. 29 июля в село возвратилось ещё 60 семей бывших вынужденных переселенцев из 236 человек. Этим, на 29 июля 2025 года в село в общем возвратилось 130 семей из 512 человек. 31 июля 2025 года в село переселились ещё 58 семей из 225 человек, с их учётом на эту дану общее количество переселившихся в село семей стало составлять 188 из 737 человек.

## Галерея

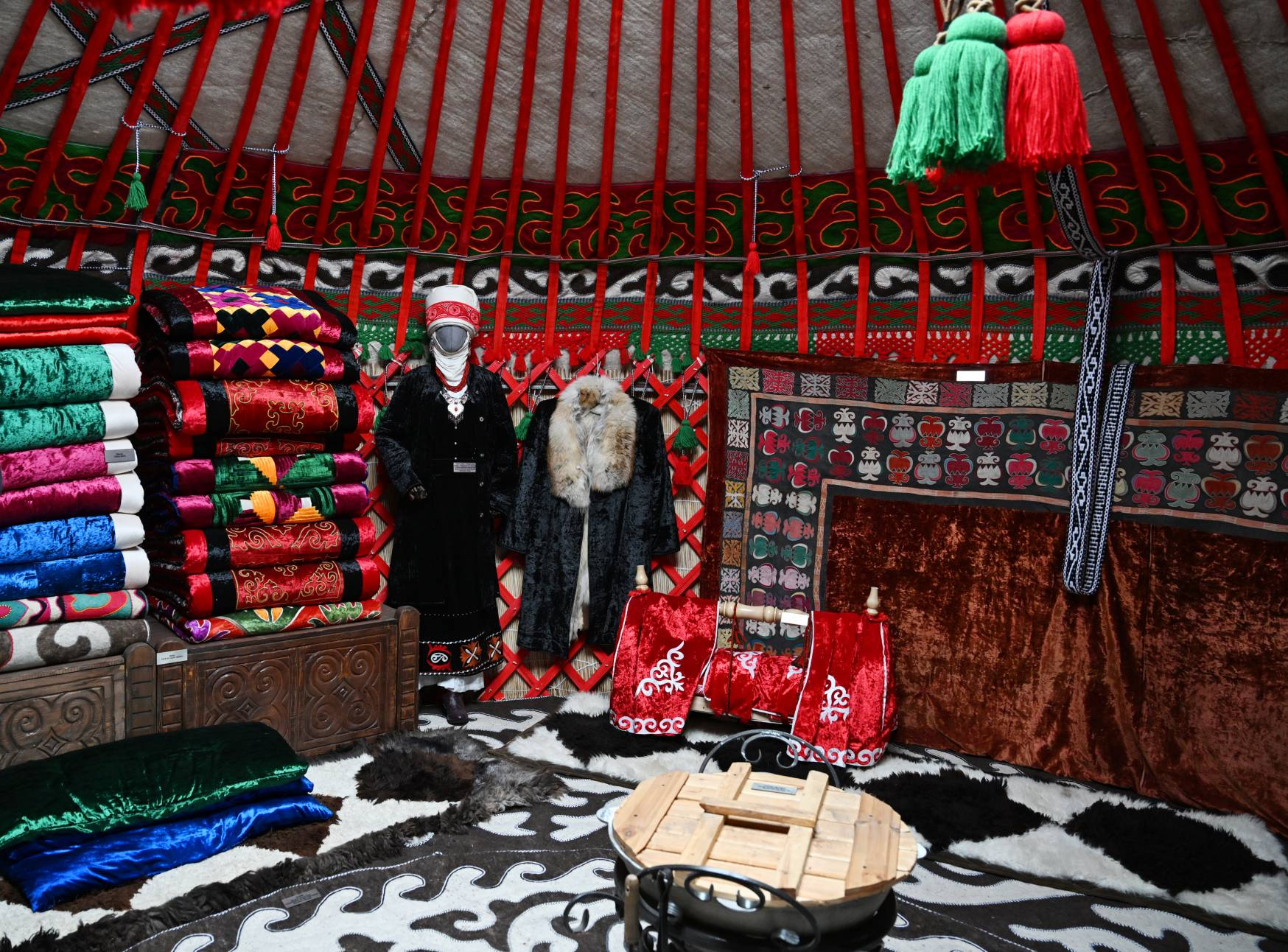
Юрта в Хыдырлы Июль 2025
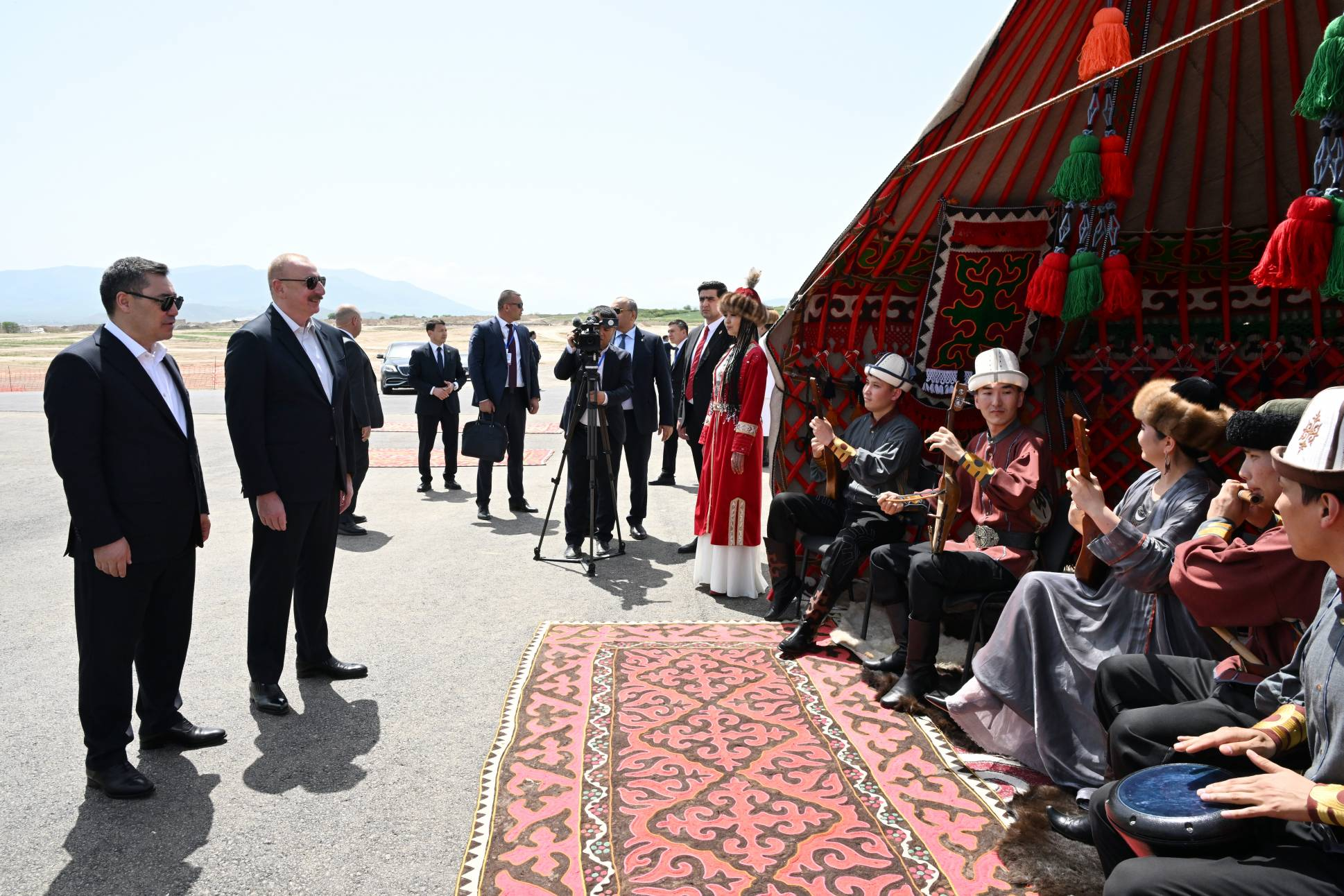
Президент Азербайджана Ильхам Алиев и Президент Кыргызстана Садыр Жапаров на церемонии закладки школы в Хыдырлы Апрель 2024